# Whale Cay Airfield
Whale Cay Airfield är en flygplats i Bahamas. Den ligger i den nordvästra delen av landet, 60 km nordväst om huvudstaden Nassau. Whale Cay Airfield ligger 9 meter över havet. Den ligger på ön Whale Cay.
Terrängen runt Whale Cay Airfield är mycket platt. Trakten är glest befolkad. Det finns inga samhällen i närheten. 